# 泉周二
泉 周二（いずみ しゅうじ、1922年7月29日 - 2011年12月29日）は、日本の作曲家、武蔵中学芸術科教諭。東京都出身。

## 来歴・人物
武蔵高校・中学で、昭和33年から34年間に亘り音楽の教鞭を執っていた。武蔵での授業はバッハからシューマンに至る音楽史が中心だった。
彼が赴任した直後、同好会であったブラバンと合唱がひとつとなって音楽部が誕生し、室内楽班、音楽鑑賞と、活躍の場が広まった。
更には卒業生を集めて結集したOB合唱団のために「栗の実」を含む30曲以上の作品を書き起こした。
またその功績を讃え2012年3月25日に『泉周二先生を偲ぶ会』が武蔵高校で行われた。絵本作家のやなせたかしとも親交があった。

## 主な作品
- 武蔵讃美歌
- 海が見える丘の上で
- 栗の実
- ロマンチストの豚
- 雪が花びらのように
- ばら色のクジラ
- 海と涙と私と
- おもいでのシッポ
- ユレル
- 燃える涙
- 虹はなぜ空のまぼろし
- 月夜のベンチ
- 犬が自分のしっぽをみてうたう歌
- いちご娘

| スタブアイコン | サブスタブ | この項目は、まだ閲覧者の調べものの参照としては役立たない、音楽関係者（バンド等）に関連した書きかけの項目です。この項目を加筆・訂正などしてくださる協力者を求めています（P:音楽/PJ:芸能人）。 |